# Santo Stefano in Rapignanu
Santo Stefano in Rapignanu var en kyrkobyggnad i Rom, helgad åt den helige martyren Stefanos. Den var belägen i närheten av San Crisogono i Rione Trastevere.

## Kyrkans historia
Kyrkan hade anor från 1000-talet, men kan ha uppförts redan under påve Gregorius III:s (731–741) pontifikat. Kyrkan nämns i en bulla, promulgerad av påve Calixtus II (1119–1124) år 1121 och uppräknas där bland filialerna till basilikan San Crisogono. Tillnamnet ”Rapignanu” syftar med sannolikhet på den romerska adelsfamiljen Rapignani, även benämnd Rapencannis. En viss Iohannes Bonioanni de Rapencannis (död 1392) var begravd i den närbelägna kyrkan San Salvatore de Curtibus. Kyrkan nämns även i en bulla av påve Martin V från den 30 januari 1425 som Sancti Stephani.
Kyrkan Santo Stefano in Rapignanu revs i samband med uppförandet av Ospedale di San Gallicano och sjukhuskapellet San Gallicano under påve Benedikt XIII:s (1724–1730) pontifikat.

## Omnämningar i kyrkoförteckningar
| Katalog                      | År         | Benämning                                        |
| ---------------------------- | ---------- | ------------------------------------------------ |
| Catalogo di Cencio Camerario | 1192       | sco. Stephano inde [det vill säga trans Tyberim] |
| Il catalogo Parigino         | cirka 1230 | s. Stephanus ad sanctum Grisogonum               |
| Il catalogo di Torino        | cirka 1320 | Ecclesia sancti Stefani Rapigranu                |
| Il catalogo del Signorili    | cirka 1425 | sci. Stephani Rapigrani                          |